# Dolinka Podspadzka

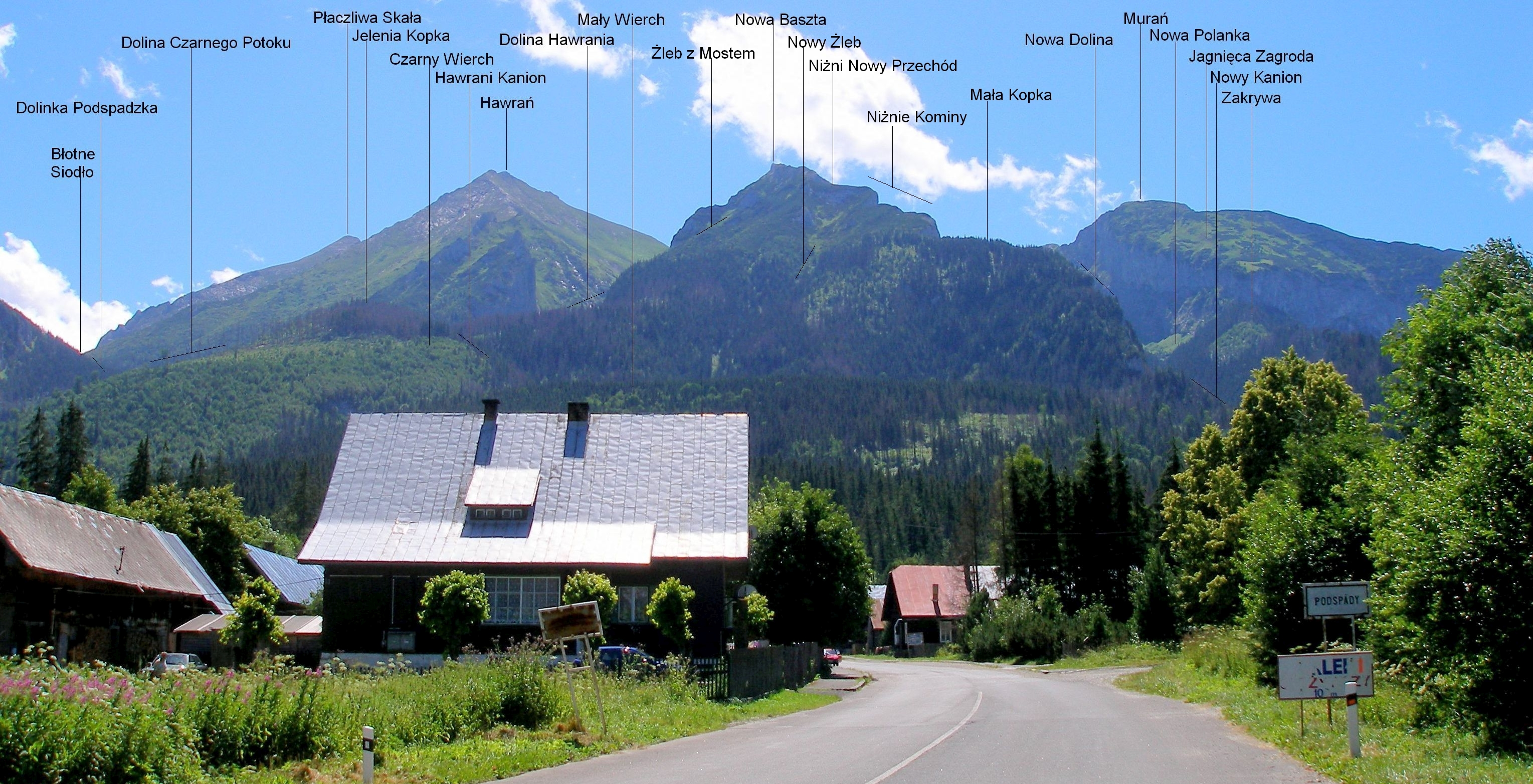
Widok z Podspadów

Dolinka Podspadzka – dolina w zachodniej części słowackich Tatr Bielskich, będąca orograficznie prawą odnogą Doliny Czarnego Potoku. Opada spod Błotnego Siodła w północno-zachodnim kierunku. Uchodzi do Doliny Czarnego Potoku na wysokości około 940 m, w odległości około 300 m na południowy wschód od pierwszego, bardzo ostrego zakrętu na Drodze Wolności na wschód od Podspadów.
Dolinka ta jest najbardziej na wschód wysuniętą częścią Rowu Podspadzkiego oddzielającego Tatry od Magury Spiskiej. Jest całkowicie porośnięta lasem. Jej dnem tylko okresowo spływa potok uchodzący do Czarnego Potoku.